# Santi Nolla Zayas
Santiago Nolla i Zayas (Barcelona, 26 de desembre de 1957) és un periodista esportiu català.

## Trajectòria
Fill del també periodista esportiu Jaume Nolla i Durán, va començar la seva carrera com a periodista a Mundo Deportivo i, posteriorment, va ser traslladat a El Periódico de Catalunya, al qual va arribar a ascendir a subdirector i on va coincidir amb altres periodistes com Antonio Franco, Màrius Carol, Emilio Pérez de Rozas o Tatxo Benet.
L'any 1991, quan tenia 33 anys, la direcció del Grup Godó li va confiar la direcció del degà de la premsa esportiva espanyola, per afrontar els jocs olímpics de Barcelona 1992. Nolla substituí en la direcció d'El Mundo Deportivo a Manuel Tarín Alonso.
Es va encarregar de reformar el projecte del diari, incorporar el color i de l'expansió del projecte per tot l'estat, arribant a tenir 8 rotatives repartides.
El 2006 va dirigir els actes de commemoració dels 100 anys de la creació del diari. És autor dels llibres Gloria Olímpica (juntament amb Josep Maria Artells) i Cruyff. Professor de la Universitat Ramon Llull de Barcelona i de periodisme a la Universitat Internacional de Catalunya (UIC). Santi Nolla és el periodista més jove que ha rebut una Orde Olímpica del Comitè Olímpic Internacional.

## Premis i reconeixements
- Orde Olímpica del Comitè Olímpic Internacional.[2]